# لک‌لک‌ها (فیلم)
لک‌لک‌ها (انگلیسی: Storks) یک فیلم پویانمایی رایانه‌ای سه‌بعدی در سبک ماجراجویی، کمدی، و خیال‌پردازی به کارگردانی نیکولاس استولر و داگ سوئیت‌لند است که در سال ۲۰۱۶ منتشر شد. از صداپیشگان این فیلم می‌توان به اندی سمبرگ، کتی کراون، کلسی گرمر، کیگان-مایکل کی، جوردن پیل، جنیفر آنیستون، تای بورل و دنی ترخو اشاره کرد.
نخستین نمایش لک‌لک‌ها در ۱۷ سپتامبر ۲۰۱۶ در لس آنجلس بود و سپس توسط برادران وارنر در ۲۳ سپتامبر ۲۰۱۶، به صورت سه‌بعدی و آی‌مکس سه‌بعدی اکران شد.

## داستان
قبلاً ها در دنیای انسان ها لک لک ها مسئول تحویل بچه ها بودند اما دنیای لک لک ها از این کار خسته و ناراضی شد و یک زندگی بهتر را شروع کردند آن ها لوازم خانگی مثل پوشاک یا لوازم لباسشویی یا کابینت یاد گوشی و تبلت را ارسال میکردند آدم از وبسایت Corenerstore.com درخواست می کردند و لک لک ها در شرکت Cornerstore تحویل میدهند و اینکه یکی از لک لک ها به نام جونیور از طریق مدیرعامل استخدام شد اما خب باید یتیم تولید که تنها انسان در شرکت بود باید اخراج میشد و به دنیای انسان ها برمی گشت اما خب جونیور واقعاً نمی‌خواست او را اخراج کند و استخدام یک بخش به نام بخش نامه ها کرد تولیپ هم آخرین نوزادی بود که بخاطر یکی از لک لک ها به نام جاسپر نتوانست به خانواده اش برسه و اینکه یک خانواده که وقت آزادی برای بچه‌شان نیت نمی‌گذارند واقعاً بد بود و اینکه نیت درخواست برادر کرد و اینکه خانواده نمی‌خواستند این اتفاق بیفتداما خب بلاخره نامه رسید به دست تولیپ و با دستگاهی که ساخته بود بچه را ساخت ولی جونیور به خاطر رئیس شدنش نمیخواست شرکت بفهمد دارند بچه تحویل میدهند اما خب جونیور بالش هم شکست ولی و دیر شده بود و به همین دلیل آن دو دست به کار شدند و با مبارزه با مدیرعامل و یکی از کفتر ها در شرکت و گرگ ها و پنگوئن های مدیرعامل بلاخره بچه را به دست خانواده رساندند و تولید هم به خانواده اصلی اش که قرار بود ۱۸ سال پیش به آنجا برود بلاخره به دنیای انسان آمد و به خانواده اصلی اش رسید 

## بازیگران
- اندی سمبرگ
- کلسی گرمر
- کیگان-مایکل کی
- جوردن پیل
- جنیفر آنیستون
- تای بورل
- دنی ترخو